# Sergio García Michel
Sergio Arturo García Michel (Ciudad de México, 28 de julio de 1945 - Ciudad de México, 19 de septiembre de 2010) fue un director de cine y profesor de cinematografía. Fue una de las figuras clave del cine independiente en México. 
Estudió cine en el Centro Universitario de Estudios Cinematográficos de la UNAM (Generación 1968), institución en la cual fue profesor de varios talleres y asignaturas. Comenzó su carrera a principios de la década de 1970. 
Las distintas etapas de su producción artística se están fuertemente vinculadas al ámbito político social latinoamericano, la contracultura mexicana y la música de rock. Entre sus principales influencias se encuentran Pino Solanas (iniciador de la corriente del Tercer Cine) y la escuela de cine documental cubana, pero también Richard Lester, Michael Lindsay-Hogg, Kenneth Anger y Michael Wadleigh.
En algunos de sus primeros cortometrajes llevó al cine los preceptos de la contracultura norteamericana, postulada por autores rebeldes como Abbie Hoffman, Timothy Leary o Ken Kesey, como el antiautoritarismo, la experimentación con drogas, el amor libre, voluntarismo revolucionario, etcétera. Por ejemplo, al principio de Ah, verdá...? se lee el célebre aforismo de Hoffman: "Es inmoral robar a un amigo, pero es aún más inmoral no robar a las instituciones".
Obras representativas: El Fin (1970, Premio Luis Buñuel), Ah, verdá...? (1973, Segundo Festival Super 8 en Islas Canarias), Hacia el hombre nuevo (1976, Festival Internacional de Cine Super 8 mm), España: contestación al fascismo (1976), Superman cayó en Vietnam y Tarzán en Angola (1979), La venida del papa (1979, sobre la visita de Juan Pablo II a México; Sexto Certamen Ciutat D'Igualada de Cataluñ), Una Larga Experiencia (1982, sobre Three Souls in My Mind), Un Toke de Rock (1988), Nuestro Ángel de la Guarda (19994, sobre Gloria Trevi), ¿Por qué no me las prestas? (1996, sobre Rockdrigo González), Óscar Chávez en Tlayacapan (2002), Una nena como yo no se toma a la ligera (2003, sobre el grupo de punk rock Las Ultrasónicas, 2003), El cantar de los cantores (2010, sobre el movimiento rupestre).
Escribió un ensayo titulado Hacia el cuarto cine y el manifiesto Ocho milímetros contra ocho millones.
Fue fundador del colectivo Liberación, con quienes realizó varias películas, como Las Calles Negras (Felipe Tirado, 1971)
Como emprendedor y difusor cultural, a principios de los ochenta fundó el Foro Tlalpan, con cineclub, mesas de discusión y presentaciones de libros, además de conciertos de bandas como Betsy Pecanins con Real de Catorce, Botellita de Jerez, Chac-Mool, Mistus, Alfil, Caja de Pandora, Anchorage y solistas como Jaime López, Cecilia Toussaint, Maru Enríquez, Eblén Macari, Roberto González y Rockdrigo.

## Filmografía
- Natasha (1968)
- Y pensar que podemos... (1968)
- El fin (1970)
- El psiquiatra (1972)
- Luto (1971)
- Sinopsis (1971)
- Santa Fe (1971)
- Eran tres (1972)
- La lucha (1972)
- Ah, verdá? (1973)
- Próximamente en esta sala (1973)
- ¡Qué tiempos aquellos! (1973)
- Campamento 2 de octubre (1976)
- Hoy será mañana (1976)
- Panamá, Panamá (1976)
- Hacia el hombre nuevo (1976)
- España: contestación al fascismo (1976)
- La noche del festejo (1977)
- La venida del papa (1979)
- Supermán cayó en Vietnam y Tarzán en Angola (1979)
- Patria Libre (1980)
- Three Souls in My Mind. Una larga experiencia (1982)
- Un toke de roc (1988)
- Betty Rock y el último súper ocho (1989)
- Rock macizo (1990)
- ¿Y tú qué onda? (1990)
- Un video por la paz (1991
- Jorge Reyes en el año del eclipse (1992)
- Gloria Trevi. Nuestro ángel de la guarda (1994)
- El ángel de la paz (1995)
- Rockdrigo a 10 años / ¿Por qué no me las prestas? (1996)
- Ruina de utopía (2000)
- Óscar Chávez en Tlayacapan (2002)
- Una nena como yo no se toma a la ligera (2003)
- Santa Aventurera (2006)
- Superbarrio contra la delincuencia organizada (2007)
- La hija de María (2007)
- Be Bop A Lula Comandante espacial. Los Beatles en México (2008)
- El sentido de mi vida (2008)
- El cantar de los cantores (2010)
- El principio del fin (2010, inconclusa)

El DVD Un Toke de Roc incluye la película de ese título, el documental La venida del papa y los cortometrajes El fin y Ah verdá...?, además de una entrevista al director.
El DVD Superocheros. Antología del Súper 8 en México incluye Luz Externa dirigida por José Agustín. Sergio García participó durante la filmación como asistente y camarógrafo, así como en el proceso de edición y restauración de la película.

## Películas perdidas
Mi viaje (?), No estamos solos (?), Tahití y Gauguin (?), Este cuento no es un cuento  (?), Animaciones (?).

## Libros
Hacia el cuarto cine (Ensayo) Editado por la Universidad Autónoma de Zacatecas en 1973. Reeditado en 1999 por la Ohio University School of Films en inglés y español.